# Ray Luzier
Ray Luzier (ur. 14 czerwca 1970 w Pensylwanii) – amerykański perkusista nu-metalowego zespołu Korn. Wcześniej grał w zespole Army of Anyone, który rozpadł się w 2007 roku. W 2007, po odejściu Davida Silverii, dołączył do zespołu Korn, początkowo jako perkusista koncertowy, w 2009 został oficjalnym członkiem zespołu. Jest również perkusistą w solowym projekcie wokalisty Korna, Jonathana Davisa, Jonathan Davis and the SFA.
W 2016 roku muzyk ożenił się ze swą długoletnią partnerką - modelką Aspen Brandy Lea wraz z którą ma dwóch synów.

## Dyskografia
| - 2016: Korn, The Serenity of Suffering - 2013: Korn, The Paradigm Shift - 2011: Korn, The Path of Totality - 2010: Korn, Korn III – Remember Who You Are - 2008: Repo! The Genetic Opera Soundtrack - 2008: Nightmare Revisited, (track 10 "Kidnap the Sandy Claws" (Korn) – 3:37) - 2008: Goaded "To Die is Gain" - 2006: Army Of Anyone, Army of Anyone - 2005: Goaded "Goaded" - 2003: Diamond Dave, David Lee Roth - 2003: "Hideous Sun Demons" - 2002: "Honky MoFo" (featuring Ricky Wolking) - 2002: Tracy G "Deviating From the Setlist" - 2001: Tracy G "Katt Gutt" - 2001: Zac Maloy Band - 2001: Jason Becker Tribute CD - 2001: Freak Power Ticket "Rock Hard Compilation" - 2000: Driven 4 Song Promo Cd With Tracy G - 1999: Tracy G's "Driven" - 1998: David Lee Roth "DLR Band" |  | - 1998: David Lee Roth "Slam Dunk" single - 1998: Medicine Wheel "Small Talk" - 1998: Mike Hartman "Black Glue" - 1998: Freak Power Ticket - 1997: Medicine Wheel "Immoral Fabric" - 1996: Jeffology (Tribute to Jeff Beck) with Jake E. Lee - 1995: Darren Housholder "Symphonic Aggression" - 1994: Hard Rock Magazine Compilation CD. Band: Medicine Wheel - 1994: Howling Iguanas - 1994: Metal Edge Compilation "Best of L.A." - 1994: Medicine Wheel "First Things First" - 1993: T.J. Martell Foundation Benefit CD. Band: Ivory Tower - 1993: Darren Housholder "Generator Man" - 1993: Toby Knapp "Guitar Distortion" - 1993: Tony Fredianelli "Breakneck Speed" - 1993: Shrapnel Guitar Greats Compilation - 1993: Concrete Foundations Forum Compilation - 1992: Darren Housholder - 1990: 9.0 "Too Far Gone" |